# 매뉴얼 오브 러브
《매뉴얼 오브 러브》(Manuale D'Amore, Manual Of Love)는 이탈리아에서 제작된 지오반니 베로네시 감독의 2005년 영화이다. 카를로 베르도네 등이 주연으로 출연하였고 아우렐리오 데 라우렌티스 등이 제작에 참여하였다. 후속작 《매뉴얼 오브 러브 2》는 2008년에, 《매뉴얼 오브 러드 3》는 2011년에 제작되었다.

## 출연

### 주연
- 카를로 베르도네

### 조연
- 실비오 무치노
- 세르지오 루비니
- 마거리타 부이
- 자스민 트린카

## 기타
- 의상: 젬마 마스카그니

## 수상
- 2개의 나스트로 디아르젠토: Best Supporting Actor(카를로 베르도네), Best Screenplay.
- 2개의 다비드 디 도나텔로상: Best Supporting Actor(카를로 베르도네), Best Supporting Actress(마게리타 바이:Margherita Buy)